# جون ألكسندر (ممثل)
جون ألكسندر (بالإنجليزية: John Alexander)‏ مواليد 29 نوفمبر 1897 في كنتاكي، الولايات المتحدة - الوفاة 13 يوليو 1982 في نيويورك، نيويورك، الولايات المتحدة، هو ممثل أمريكي بدأ مسيرته الفنية سنة 1908. امتدت مسيرته الفنية لأكثر من 57 عاما.

## الأعمال
- شجرة تنمو في بروكلين
- قصة جولسن

## روابط خارجية
- جون ألكسندر على موقع IMDb (الإنجليزية)
- جون ألكسندر على موقع ألو سيني (الفرنسية)
- جون ألكسندر على موقع أول موفي (الإنجليزية)
- جون ألكسندر على موقع قاعدة بيانات برودواي على الإنترنت (الإنجليزية)
- جون ألكسندر على موقع قاعدة بيانات الأفلام السويدية (السويدية)
- جون ألكسندر على موقع قاعدة بيانات الفيلم (الإنجليزية)
- جون ألكسندر على موقع كينوبويسك (الروسية)